# Callionymus pleurostictus
Callionymus pleurostictus är en fiskart som beskrevs av Hans W. Fricke 1982. Callionymus pleurostictus ingår i släktet Callionymus och familjen sjökocksfiskar. Inga underarter finns listade.